# Pablo González Yagüe
Pablo González Yagüe (ur. 28 kwietnia 1982 w Moskwie jako Pawieł Aleksiejewicz Rubcow, ros. Павел Алексеевич Рубцов) – rosyjsko-hiszpański dziennikarz, korespondent wojenny i współpracownik GRU.
27 lutego 2022 roku González został aresztowany przez polskie władze w pobliżu granicy z Ukrainą, a później oskarżony o bycie rosyjskim szpiegiem i agentem GRU. Po 886 dniach spędzonych w areszcie González został zwolniony w ramach wymiany więźniów 1 sierpnia 2024 roku. Tego samego dnia został powitany przez prezydenta Władimira Putina po przybyciu na międzynarodowe lotnisko Wnukowo.

## Życiorys
Pawieł Rubcow urodził się 28 kwietnia 1982 roku w Moskwie. Jest synem Aleksieja Jewgienijewicza Rubcowa (ur. 1958) i Marii Eleny González, którzy pobrali się w 1980 roku; małżonkowie rozwiedli się w 1991 roku. Aleksiej Rubcow jest rosyjskim naukowcem i pełni funkcję menedżera RBC Group od 1999 roku. Według dziennikarki Iriny Borogan, ojciec Pawła pracował dla rosyjskiego wywiadu podszywając się pod dziennikarza.
Dziadek Rubcowa ze strony matki, Andrés González Yagüe, urodził się w 1929 roku w Vizcaya w Hiszpanii. W 1937 roku znalazł się wśród 1500 baskijskich dzieci ewakuowanych do Związku Radzieckiego przez rząd republikański podczas hiszpańskiej wojny domowej. Pracował w fabryce samochodów ZiŁ i poślubił Rosjankę o imieniu Galina, z którą miał dwójkę dzieci, w tym Elenę. Był członkiem KPZR od 1963 do 1970 roku i wrócił do Hiszpanii w 1991 roku.
Pawieł Rubcow mieszkał w Związku Radzieckim do dziewiątego roku życia, kiedy to jego matka rozwiodła się i zabrała syna ze sobą do Kraju Basków, gdzie zmieniła mu personalia na hiszpańskie Pablo González Yagüe. Mieszkali w Bilbao i w Katalonii. Pod nowym nazwiskiem ukończył studia licencjackie na kierunku filologia słowiańska oraz studia magisterskie na kierunku studia strategiczne i bezpieczeństwo międzynarodowe. Jako dziennikarz współpracował z takimi mediami jak „La Sexta”, „Público” i „Gara”.
W latach 90. i 2000. González pracował jako niezależny dziennikarz dla różnych mediów, specjalizując się w sprawach Europy Wschodniej i krajów byłego Związku Radzieckiego. Relacjonował różne konflikty, takie jak II wojna o Górski Karabach, wojna w Donbasie i rosyjska inwazja na Ukrainę w 2022 roku. Według dziennikarskiego śledztwa hiszpańskiej stacji telewizyjnej Antena 3, pracował jako szpieg dla rosyjskiego wywiadu wojskowego od co najmniej 2010 roku. W tym czasie uczestniczył w regularnych spotkaniach ze swoimi przełożonymi z GRU w Stambule. Polskie władze zabezpieczyły na jego komputerze tysiące dokumentów dotyczących „osób o szczególnym znaczeniu” dla władz rosyjskich, takich jak postacie rosyjskiej opozycji. Rubcow komunikował się ze swoimi przełożonymi za pomocą zaawansowanego tajnego oprogramowania szyfrującego o nazwie „NEXUS”, nigdy nie korzystał z publicznych sieci Wi-Fi i preferował osobiste spotkania poza strefą Schengen.
W lutym 2022 roku otrzymał polecenie udania się na Ukrainę, gdzie został na krótko zatrzymany przez ukraińską straż graniczną, ale zwolniono go po 12 godzinach z powodu braku dowodów na popełnienie jakichkolwiek przestępstw. Tam udał się do fabryki broni w Dnieprze jako akredytowany dziennikarz telewizji „LaSexta”. Skarżył się swoim kolegom, że nie mógł wykonać żadnych nagrań, ponieważ jego grupa nie miała pozwolenia na wnoszenie sprzętu elektronicznego do fabryki. Z Ukrainy udał się do Turcji, uzasadniając to tym, że musi „trochę się uspokoić”. Następnie 14 lutego przyjechał do Polski, a 17 lutego wrócił do Hiszpanii. 24 lutego, gdy rozpoczęła się rosyjska inwazja, Rubcow ponownie przybył do Polski. Kontynuował pracę wywiadowczą we wschodniej części Polski aż do aresztowania. W jego telefonie znajdowały się setki zdjęć obiektów polskiej infrastruktury krytycznej.

### Areszt w Polsce
Według polskich władz Pablo González został zatrzymany w Przemyślu w nocy z 27 na 28 lutego 2022 roku pod zarzutem udziału w działaniach wywiadu zagranicznego przeciwko Polsce. Oskarżono go o bycie agentem GRU oraz wykorzystywanie swojej roli dziennikarza jako przykrywki do podróżowania po Europie i zbierania informacji wywiadowczych. W Polsce przestępstwa te są zagrożone karą do 10 lat więzienia. Przeszukanie posiadanych przez niego urządzeń przez policję ujawniło m.in. szczegółowe raporty na temat działań córki byłego lidera opozycji Borisa Niemcowa, a także osób z jej otoczenia.
Po aresztowaniu polskie władze trzymały Gonzáleza w izolacji. Nie mógł się skontaktować ze swoim prawnikiem Gonzalo Boye ani z rodziną, przeciwko czemu hiszpańscy dziennikarze i politycy protestowali do polskich władz i Ministerstwa Spraw Zagranicznych Hiszpanii. Komitet Ochrony Dziennikarzy zwrócił się do polskich władz o zapewnienie aresztowanemu odpowiedniego dostępu do reprezentacji prawnej oraz sprawiedliwej i przejrzystej procedury.
W lipcu 2022 roku González został po raz pierwszy oficjalnie nazwany „nielegalnym Rosjaninem” przez Richarda Moore’a, szefa brytyjskiej agencji MI6.
13 września 2022 roku, po 200 dniach aresztu, González wniósł sprawę dotyczącą warunków swojego uwięzienia przed Europejski Trybunał Praw Człowieka w Strasburgu, twierdząc, że doszło do naruszenia Europejskiej Konwencji Praw Człowieka.
22 listopada polskie władze poinformowały Gonzáleza, że jego żona może go odwiedzić w Areszcie Śledczym w Radomiu, w którym był przetrzymywany. 24 listopada polski wymiar sprawiedliwości ogłosił, że przedłuża jego areszt o trzy miesiące, nie ujawniając żadnych dowodów przeciwko niemu.

### Po zwolnieniu
1 sierpnia 2024 roku Rubcow wrócił do Rosji w ramach międzynarodowej wymiany więźniów, przybywając do Moskwy 2 sierpnia, gdzie został powitany przez prezydenta Władimira Putina. Zaraz po uściśnięciu dłoni Putinowi Rubcow wymienił uściski z grupą mężczyzn w garniturach. Jednym z nich był Oleg Sotnikow, oficer GRU poszukiwany przez FBI za „hakerstwo i związane z tym operacje wpływania na opinię publiczną i dezinformacji”, wydalony z Holandii za próby włamania na strony OPCW.